# Du för vars allmaktsord
Du för vars allmaktsord är en engelsk böne- och missionspsalm (Thou! whose almighty word) av John Marriott från 1825. 
Psalmen översattes till svenska av friherre August Posse 1887. Melodin komponerades av John Dykes 1868.

## Publicerad i
- Missionssånger 1887.
- Nya psalmer 1921 som nr 547 under rubriken "Kyrkan och nådemedlen: Missionen".
- Sionstoner 1935 som nr 553 under rubriken "Yttre mission".
- 1937 års psalmbok som nr 251 under rubriken "Mission".
- 1986 års psalmbok som nr 19 under rubriken "Treenigheten". Ordet "spörjas" i vers 3 har där ändrats till "höras".
- Finlandssvenska psalmboken 1986 som nr 437 under rubriken "Mission".
- Lova Herren 1988 som nr 733 under rubriken "Mission".
- Lova Herren 2020 som nr 587 under rubriken "Mission och diakoni"